# Bargloyer Steinkiste

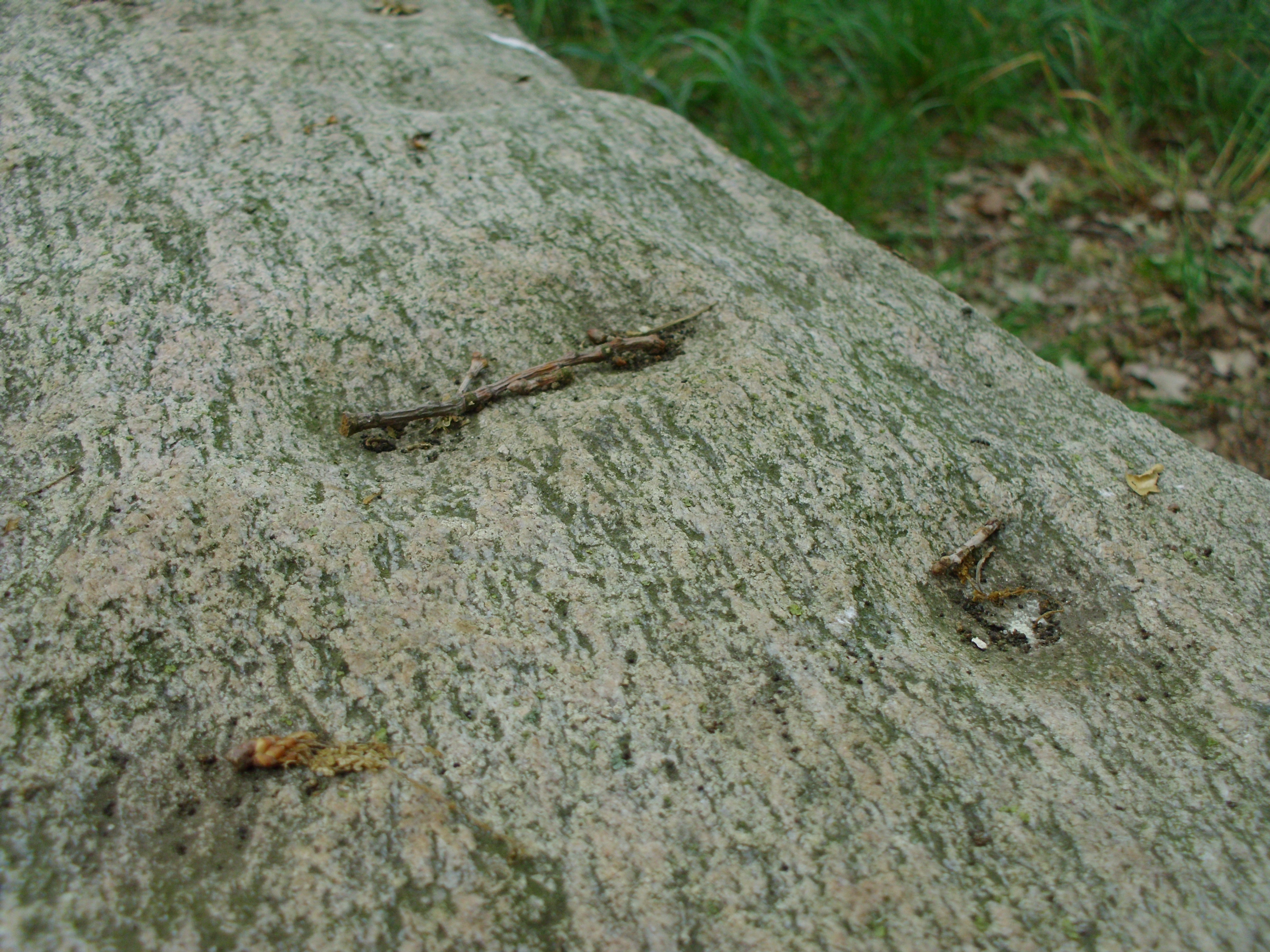
Nahaufnahme des Decksteins mit Schälchen

Die Bargloyer Steinkiste liegt nördlich von Bargloy, Landgemeinde Wildeshausen in Niedersachsen. Die für Nordwestdeutschland ungewöhnliche, ansonsten verbreitet anzutreffende Anlage aus großen Steinen war ursprünglich von einem Erdhügel bedeckt. Um ein Großsteingrab handelt es sich jedoch nicht.
Die 2,0 × 1,5 Meter messende Steinkiste in der Wildeshauser Geest datiert in die Endphase der Jungsteinzeit bzw. den Beginn der Bronzezeit, etwa 1800 – 1600 v. Chr. Im Gegensatz zu den vorausgehenden Großsteingräbern waren Steinkisten im Originalgebrauch für Einzelbestattungen bestimmt.
Die Steinkiste erregte schon früh das Interesse. Der auf fünf Steinen ruhende Deckstein mit seinen 25 napfförmigen Schälchen steht vermutlich mit religiösen Vorstellungen in Verbindung. Bereits 1820 veranlasste Pastor G. W. A. Oldenburg Grabungen, um Aufschluss über die Funktion der Kiste zu erhalten. Bergen konnte man ein bronzenes Kurzschwert vom so genannten „Typ Sögel“, einen Bronzearmring, eine Bronzenadel und neun herzförmige Pfeilspitzen aus Feuerstein, die heute im Landesmuseum für Natur und Mensch Oldenburg aufbewahrt werden. Die Funde veranlassen zu dem Schluss, dass es sich um eine bronzezeitliche Männerbestattung handelt.